# 兩漢詔令
《兩漢詔令》23卷，宋林虙、樓昉編，輯錄班固《漢書》、范曄《後漢書》中的詔令，以便習文者諷誦。

## 概要
《西漢詔令》12卷，北宋林虙編，虙字德祖，福建福清人，紹聖四年（1097）進士，仕至開封府左司錄，後引疾歸。虙以陶叔獻《西漢文類》載詔多闕略，錄《漢書》紀、志、傳中詔令，以之示信安程俱，俱依年月先後重編，凡401篇，並於大觀三年（1109）十月撰序。
《東漢詔令》11卷，南宋樓昉編，依林書體例輯錄《後漢書》詔令，嘉定十五年（1222）二月官宗正寺主簿時自為序，共253篇。
《西漢詔令》與《東漢詔令》原本各自單行，但因體裁主旨相同，南宋書賈合刊兩書，冠以洪咨夔《兩漢詔令攬鈔》總論，而移原序於書後，名曰《兩漢詔令》。清乾隆間修四庫全書，據此本採錄，而廣為流傳至今。

## 腳注
1. ↑  林虙生平參考胡玉縉《四庫全書總目提要補正》卷18 史部詔令奏議類 兩漢詔令 482~3頁
2. ↑  程俱《西漢詔令》
3. ↑  樓昉《東漢詔令》自序
4. ↑  陳振孫《直齋書錄解題》卷五 史部詔令類